# اوا پدبرگ
اوا پدبرگ (انگلیسی: Eva Padberg؛ زادهٔ ۲۷ ژانویهٔ ۱۹۸۰) هنرپیشه، مدل (شخص)، خواننده-ترانه‌پرداز و بازیگر سینما اهل آلمان است. او در باد فرانکن‌هاوزن/کیفرهویزر متولد و در روتلبن آلمان به بزرگ شده است. او در پاریس، توکیو و نیویورک برای رالف لورن و کلوین کلاین  کار کرده است.